# Tipo penal
Tipo penal o tipificación es, en Derecho Penal, la descripción precisa de las acciones u omisiones que son considerados como delito y a los que se les asigna una pena o sanción. 
La obligación de Estado de tipificar los delitos deriva del principio de legalidad («todo lo que no está prohibido está permitido»), una de las reglas fundamentales del Estado de derecho. De este modo, en cada legislación nacional o internacional, cada uno de los delitos que se pretenden castigar debe ser «tipificado», o lo que es lo mismo, descrito con precisión. Si una conducta humana no se ajusta exactamente al tipo penal vigente, no puede considerarse delito por un juez. De este modo una norma penal está integrada por dos partes: el tipo y la pena.
En el Estado de derecho la tipificación de los delitos es una facultad reservada exclusivamente al Poder Legislativo.

## Características
Los tipos penales suelen incluir aspectos objetivos y subjetivos. El componente objetivo del tipo penal es una conducta exterior realizada por una persona y se expresa a partir de un verbo: matar, dañar, sustraer, ocultar, etc. Pero en la gran mayoría de los casos no es suficiente la existencia de un acto exterior para que se cumpla la situación prevista en el tipo penal, siendo necesario también que exista un componente subjetivo, que en la mayoría de los casos es la intención (dolo) de realizar la conducta exterior descripta, y en algunos casos también la negligencia (culpa) en el accionar. En algunos pocos casos el tipo penal no contempla ningún componente subjetivo, y en esos casos se denomina delito formal. Los delitos formales suelen ser cuestionados y por lo tanto suelen estar ligados a infracciones menores.
Históricamente, muchas conductas que hoy se consideran delito, como la sustracción de energía eléctrica, el vaciamiento de empresas, las conexiones clandestinas de la televisión por cable, no se encontraban tipificadas y por lo tanto no podían ser penadas.
Uno de los aspectos más controvertidos relacionados con la obligación del Estado de tipificar los delitos, son los llamados «tipos penales abiertos». Los tipos penales abiertos caracterizaron el derecho penal nazi y se caracterizan por no definir con precisión qué conductas habrán de considerarse delito, quedando librado al criterio personal de un juez establecer si ciertas conductas no descriptas en la ley habrán de considerarse delito. En la teoría penal clásica los tipos penales abiertos eran totalmente rechazados, como normas totalitarias. Sin embargo en las últimas décadas los mismos han ido siendo cada vez más reconocidos en las legislaciones mundiales, en especial en delitos relacionados con los intereses del Estado, como las cuestiones  impositivas y políticas (los tipos abiertos suelen ser crecientemente utilizados en la represión del terrorismo).

## Clasificación del tipo penal (objetivo y subjetivo)
Josué Fossi sostiene que en el Derecho penal se vienen utilizando dos formas que intervienen en el supuesto de acto (supuesto de hecho en el uso tradicional). Por un lado, se encuentra la dimensión objetiva del supuesto de acto, caracterizada por el conjunto de elementos extrínsecos al agente  que permiten constatar el acto delictivo, denominado como tipo objetivo que funciona como un elemento de garantía y por otro lado, la dimensión subjetiva del acto, caracterizada por el estado mental del agente en el acto delictivo, que a su vez, permite constatar el compromiso psicológico en cuanto a la acción y el resultado (si lo hubo), llamado tipo de imputación del cual se deriva el dolo y la culpa en sus distintas manifestaciones. Estas dos dimensiones vienen reducidas al concepto de tipo, que a su vez, se desdobla en objetivo y subjetivo.